# Crusaders of the Lost Mark
«Crusaders of the Lost Mark» es el decimoctavo episodio de la quinta temporada de la serie de televisión animada My Little Pony: La magia de la amistad. Escrito por Amy Keating Rogers, es uno de los cuatro episodios musicales de la serie, junto a «Magical Mystery Cure», «El Orgullo de Pinkie» y «A Hearth's Warming Tail». El episodio se emitió el 10 de octubre de 2015 en Discovery Family. Es uno de los episodios de la serie mejor valorados.[cita requerida]. Su título está basado en la película de 1981 En busca del arca perdida (en inglés «Raiders of the Lost Ark»).
El episodio sigue a las Cutie Mark Crusaders mientras continúan buscando sus cutie marks. Terminan como gerentes de campaña de Pipsqueak, quien se postula para presidente estudiantil. La oponente de Pipsqueak es la rival clásica de las Cutie Mark Crusaders, Diamond Tiara. Diamond Tiara pierde las elecciones y es luego duramente criticada por su madre, Spoiled Rich, lo que provoca que las Crusaders simpaticen con ella. Luego invitan a Diamond Tiara a su casa club y le permiten redimirse. Diamond Tiara se enfrenta a su madre y ayuda a Pipsqueak a reconstruir el patio de la escuela. Las Cruzadas luego acuerdan dejar de buscar sus Cutie Marks y en su lugar trabajar juntas como amigas para ayudar a otros ponis a comprender sus talentos especiales, lo que hace que las tres obtengan sus Cutie Marks juntas. Celebran el logro con sus amigos y familiares.

## Producción

### Canciones
Siendo uno de los cuatro episodios musicales de la serie, «Crusaders of the Lost Mark» presenta seis canciones, todas ellas compuestas por Daniel Ingram. Una de las canciones del episodio, «The Pony I Want to Be», está incluida en el álbum Pinkie Pie's Party Playlist.
1. «We'll Make Our Mark (Prelude)»
2. «The Vote»
3. «The Pony I Want to Be»
4. «Light of Your Cutie Mark»
5. «The Pony I Want to Be (Reprise)»
6. «We'll Make Our Mark»

## Transmisión y recepción
El episodio se emitió el 10 de octubre de 2015 en Discovery Family ante 299.000 espectadores.
Según IMDb, «Crusaders of the Lost Mark» es el sexto episodio mejor calificado de My Little Pony: La magia de la amistad con un 9.2/10, después de «Slice of Life» y seguido de «Amending Fences». Daniel Alvarez del sitio web Unleash the Fanboy calificó el episodio como «una obra maestra» y uno de los más memorables de la serie.
En los Premios Leo de 2016, Daniel Ingram fue nominado y ganó el premio a la «Banda Sonora de Programa o Serie de Animación» por las canciones que compuso para «Crusaders of the Lost Mark».

### Adaptación a libro ilustrado
El 9 de febrero de 2016 se lanzó una adaptación en formato de libro ilustrado del episodio titulado My Little Pony: Crusaders of the Lost Mark. Escrito por Magnolia Belle, el libro tiene una calificación de 3,74/5 en Goodreads.

## DVD
"Crusaders of the Lost Mark" se lanzó como parte del conjunto completo de DVD de la quinta temporada.